# Thyrocopa peleana
Thyrocopa peleana là một loài bướm đêm thuộc họ Oecophoridae. Nó là loài đặc hữu của Oahu. It is possibly extinct.
Chiều dài cánh trước là 11–19 mm. Con trưởng thành bay ít nhất vào tháng 9. 
Ấu trùng ăn Melicope.